# Given to Fly
Given to Fly è il primo singolo estratto dal quinto album dei Pearl Jam, Yield. Fu il singolo di maggior successo dell'album, raggiungendo il top della Billboard Mainstream Rock Tracks e la ventunesima posizione della Billboard Hot 100. Il singolo contiene la b-side Leatherman.
Ad ogni modo, Given to Fly è uno dei singoli più significativi della band, nel quale si può sentire un sound caldo, secco, che richiama quello di Ten, ma anche l'esperienza della band dopo No Code. La parte di chitarra e la voce principale erano ispirati dalla canzone dei Led Zeppelin "Going to California", inoltre, la canzone fu eseguita dal vivo con Robert Plant. La canzone fu inclusa nella raccolta della band intitolata Rearviewmirror: Greatest Hits 1991-2003.

## Significato del testo
Eddie Vedder riguardo "Given to Fly":

## Formati e tracklist
- Compact Disc Single (USA, Australia, Austria, Giappone, Corea e Messico)
  1. "Given to Fly" (Mike McCready, Eddie Vedder) – 4:01
  2. "Pilate" (Jeff Ament) – 2:58
  3. "Leatherman" (Vedder) – 2:31
    - Inedita
- Compact Disc Single (Austria e Sud Africa)
  1. "Given to Fly" (McCready, Vedder) – 4:01
  2. "Leatherman" (Vedder) – 2:31
    - Inedita
- 7" Vinyl Single (USA e Paesi Bassi)
  1. "Given to Fly" (McCready, Vedder) – 4:01
  2. "Pilate" (Ament) – 2:58
  3. "Leatherman" (Vedder) – 2:31
    - Inedita
- Cassette Single (USA, Australia e Paesi Bassi)
  1. "Given to Fly" (McCready, Vedder) – 4:01
  2. "Pilate" (Ament) – 2:58
  3. "Leatherman" (Vedder) – 2:31
    - Inedita